# Golda Schultz

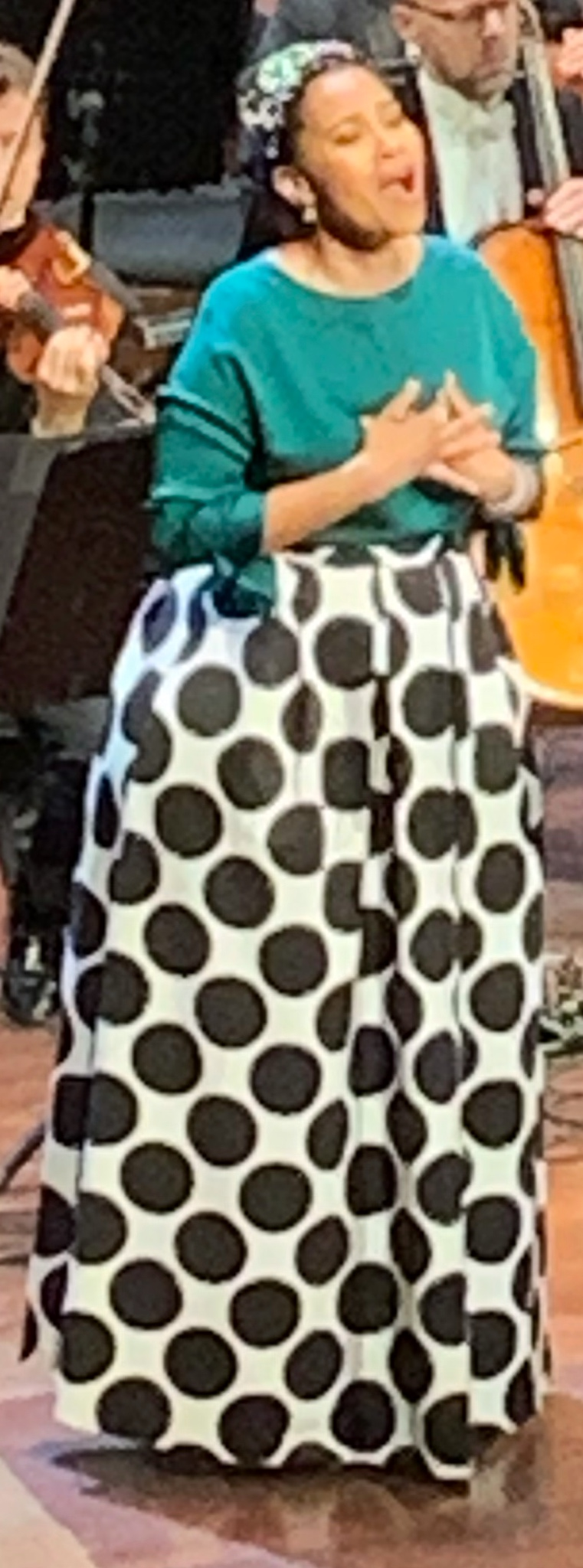
Golda Schultz in Kopenhagen (2021)

Golda Schultz (* 1983 in Kapstadt) ist eine südafrikanische Opernsängerin (Sopran).

## Leben

### Herkunft und Ausbildung
Golda Schultz, Tochter eines Mathematikprofessors, wuchs in Bloemfontein auf. Sie absolvierte ein Gesangsstudium an der University of Cape Town und an der Juilliard School in New York. Zudem wurde sie von Johan Botha, Kiri Te Kanawa und Michelle Breedt unterrichtet.

### Laufbahn als Opernsängerin
Von 2011 bis 2013 war sie Mitglied im Opernstudio und von 2014 bis 2018 des Ensembles der Bayerischen Staatsoper. Daneben hatte sie 2013 bis 2015 einige Rollen am Stadttheater Klagenfurt und trat 2015 erstmals bei den Salzburger Festspielen auf, wo sie die Sophie im Rosenkavalier gab.
2016 sang Schultz die Susanna in Le nozze di Figaro an der Scala in Mailand. 2017 war sie wiederum bei den Salzburger Festspielen zu hören, diesmal als Vitellia in La clemenza di Tito. Im Oktober 2017 hatte sie ihr Debüt an der Metropolitan Opera in New York als „Pamina“ in Die Zauberflöte.
Am 19. Dezember 2020 sang sie beim WDR-Weihnachtskonzert in der Marienbasilika in Kevelaer unter anderem das Ave Maria von Pietro Mascagni und Mariä Wiegenlied von Max Reger.
Im Oktober 2024 führte sie zusammen mit dem Tonhalle-Orchester unter der Leitung von Paavo Järvi Richard Strauss’ Vier letzte Lieder in Zürich auf, die sie nach einer längeren Pause wieder zur Aufführung brachte. Diese von der Presse gelobte Interpretation zeichnete sich durch ihre Leichtigkeit und Ausdruckskraft aus, insbesondere in den anspruchsvollen Höhen der Komposition. Neben ihrer klassischen Arbeit führte Schultz in der Kleinen Tonhalle in Zürich zudem Lieder aus Elvis Costellos The Juliet Letters aufführte, die sie mit Ironie interpretierte.
Schultz ist verheiratet und lebt in Augsburg.

## Rollen (Auswahl)
- Dido (Purcell: Dido and Aeneas)
- Contessa Almaviva (Mozart: Le nozze di Figaro)
- Donna Elvira (Mozart: Don Giovanni)
- Pamina (Mozart: Die Zauberflöte)
- Susanna (Mozart: Le nozze di Figaro)
- Agathe (von Weber: Der Freischütz)
- Ines (Verdi: Il trovatore)
- Anna (Verdi: Nabucco)
- Mrs. Alice Ford (Verdi: Falstaff)
- Liù (Puccini: Turandot)
- Sophie (Strauss: Der Rosenkavalier)
- Freia (Wagner: Das Rheingold)
- Ortlinde (Wagner: Die Walküre)
- Elisabeth Zimmer (Henze: Elegie für junge Liebende)
- Clara (Gershwin: Porgy and Bess)

## Diskografie (Auswahl)
- This Be Her Verse: Lieder von Clara Schumann, Emilie Mayer u.a.; mit Jonathan Ware, Alpha (2022)
- Mozart, you drive me crazy!; mit der Kammerakademie Potsdam, Antonello Manacorda, Alpha (2024)[4]

## Auszeichnungen
- 2022: Kulturpreis Bayern: Sonderpreis des Bayerischen Staatsministeriums für Wissenschaft und Kunst[5]